# Wasyl Onopenko
Wasyl Wasylowycz Onopenko, ukr. Василь Васильович Онопенко (ur. 10 kwietnia 1949 w m. Wełyki Kruszłynci) – ukraiński polityk i prawnik, deputowany, minister, od 2006 do 2011 prezes Sądu Najwyższego.

## Życiorys
Z wykształcenia prawnik, studia prawnicze ukończył w Charkowie, od 1976 przez kilkanaście lat pracował jako sędzia. W 1985 podjął pracę w Sądzie Najwyższym USRR. W 1991 został wiceministrem sprawiedliwości, od 1992 do 1995 stał na czele tego resortu. W 1996 został przewodniczącym Zjednoczonej Socjaldemokratycznej Partii Ukrainy. Z listy tego ugrupowania w 1998 uzyskał mandat deputowanego do Rady Najwyższej. Po kilku miesiącach został pozbawiony przywództwa w partii (głównie za sprawą oligarchów skupionych wokół Wiktora Medwedczuka).
Wkrótce powołał własną niewielką formację pod nazwą Ukraińska Partia Socjaldemokratyczna. W 1999 kandydował na prezydenta, uzyskując 0,5% głosów. W 2001 w imieniu USDP podpisał porozumienie o utworzeniu Bloku Julii Tymoszenko, z list którego w 2002 i 2006 uzyskiwał mandat poselski.
W październiku 2006 objął urząd prezesa Sądu Najwyższego, w związku z czym zrezygnował z funkcji partyjnych i miejsca w Radzie Najwyższej. Kierowanie USDP przejął jego zięć Jewhen Kornijczuk. Wasyl Onopenko zakończył pełnienie funkcji prezesa SN we wrześniu 2011.